# Foard County
Foard County är ett administrativt område i centrala delen av delstaten Texas, USA, med 1 336 invånare (2010). Den administrativa huvudorten (county seat) är Crowell. 

## Geografi
Enligt United States Census Bureau så har countyt en total area på 1 834 km². 1 831 km² av den arean är land och 3 km² är vatten. 

### Angränsande countyn
- Hardeman County - norr
- Wilbarger County - öster
- Baylor County - sydost
- Knox County - söder
- King County - sydväst
- Cottle County - väster